# 壯體異蜂鱂
壯體異蜂鱂，為輻鰭魚綱鯉齒目鯉齒亞目谷鱂科的其中一種，為熱帶淡水魚，分布於中美洲墨西哥Lerma河流域，體長可達12公分，棲息在底中層水域，生活習性不明，可做為觀賞魚。